# Sully-sur-Loire

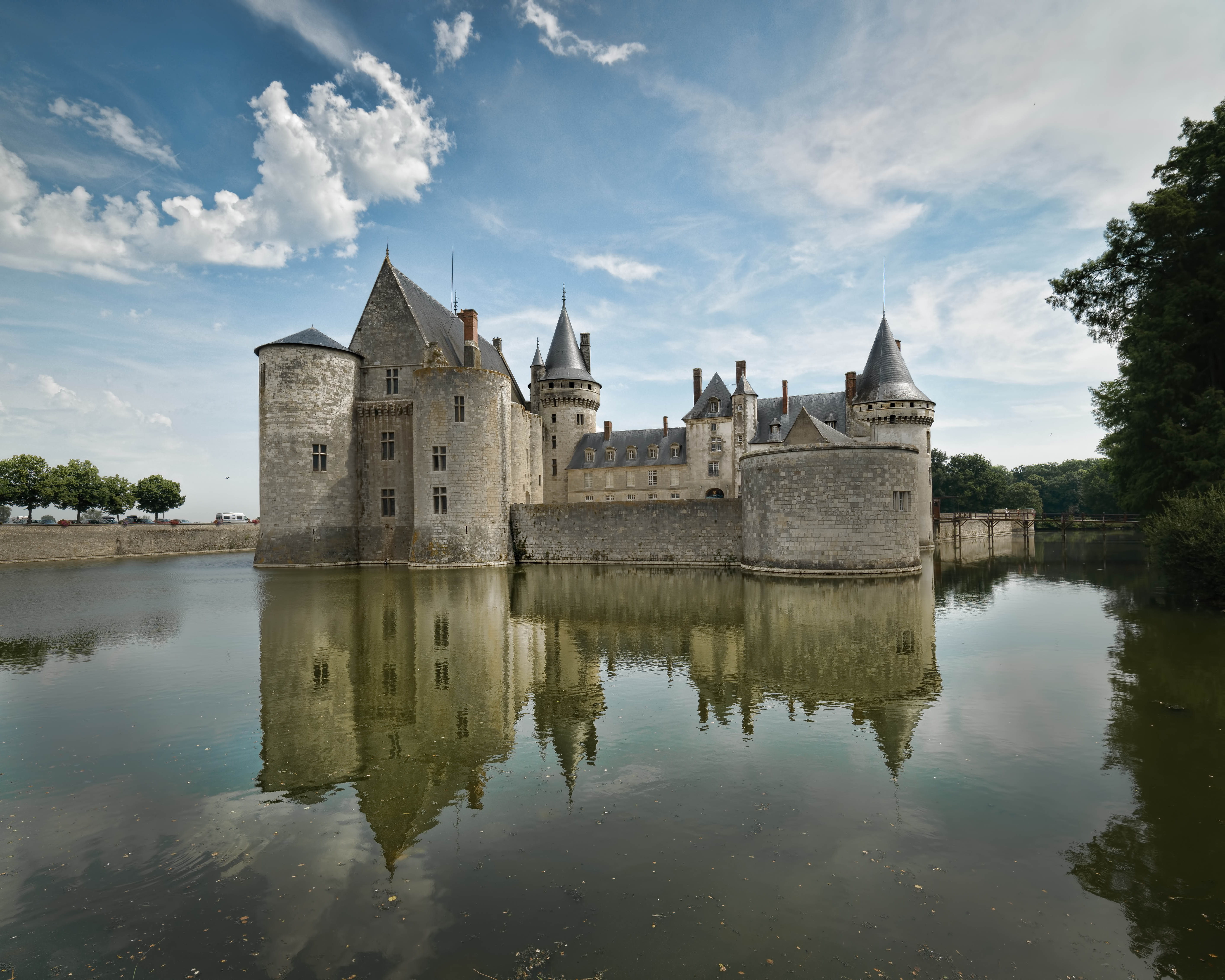
Zámek Sully-sur-Loire

Sully-sur-Loire [syly syr loár] je francouzská obec v departementu Loiret v regionu Centre-Val de Loire. Leží na levém břehu řeky Loiry, asi 30 km JV od Orléans a v roce 2012 zde žilo 5 444 obyvatel. Je centrem kantonu Sully-sur-Loire.

## Sousední obce
Guilly, Ouzouer-sur-Loire, Saint-Aignan-le-Jaillard, Saint-Benoît-sur-Loire, Saint-Père-sur-Loire, Viglain, Villemurlin.

## Historie
Protože údolí řeky je zde velmi ploché, je zde přirozený brod a už od 10. století tu byl i most, mnohokrát zničený a opět obnovený. Roku 1652 se do zdejšího zámku uchýlil král Ludvík XIV. se svojí matkou a kardinálem Mazarinem, když v Paříži vypuklo povstání šlechty, známé jako Fronda.

## Pamětihodnosti
V obci se nachází vodní zámek Sully-sur-Loire, založený ve 14. století, jeden z nejznámějších francouzských opevněných zámků 16. století. Sully-sur-Loire je proto častým východiskem turistických zájezdů po zámcích na Loiře.

## Vývoj počtu obyvatel
Počet obyvatel 